# Hàbitat
Un hàbitat és el lloc físic on viu un organisme, sovint caracteritzat per una forma vegetal o per una peculiaritat física dominant (un hàbitat de llacunes o un hàbitat de bosc). Pot referir-se a una àrea tan gran com un oceà o un desert, o a una tan petita com una roca o un tronc caigut d'un arbre. De manera general, els hàbitats poden dividir-se en terrestres i aquàtics, i en cadascun d'ells es poden establir, al seu torn, multitud de subdivisions: així, en l'hàbitat aquàtic es pot distingir entre hàbitats dolçaqüícoles i hàbitats marins, i dins d'aquests últims entre litorals, bentònics i pelàgics. Independentment de la seva extensió, l'hàbitat és una àrea o regió bé delimitada físicament.
Un hàbitat es pot definir com una part del territori caracteritzada pels factors ambientals (humitat, salinitat, subsol, tipus de sòl, etc.) i per les comunitats d'organismes vius que conté, o com un fragment de la biosfera sotmès a un conjunt de factors ecològics; entesos així, molts dels hàbitats poden ser definits mitjançant les biocenosis que hi estan implicades. També es pot definir com un ambient que permet el desenvolupament de certes poblacions d'éssers vius, format tant per elements físics com pels elements biològics que hi són presents.
Als hàbitats solen aparèixer unes espècies característiques que ens ajuden a reconèixer-los. De vegades, aquestes espècies són les que predominen en l'hàbitat i les que el defineixen i li donen nom. Així, entre els hàbitats de Catalunya trobem l'hàbitat de les fagedes subalpines, o el dels alzinars amb pins de la terra baixa mediterrània.
No obstant això, tot i que sovint es fa referència a la vegetació per caracteritzar els hàbitats, un hàbitat no és un tipus de vegetació, sinó un conjunt d'elements físics i biològics que apareixen associats al territori, amb una certa regularitat. Aquests elements determinen el funcionament ecològic de l'hàbitat. El concepte d'hàbitat és, per tant, un concepte ecològic. L'estudi dels hàbitats és molt important per a la conservació de la biodiversitat, ja que s'ha fet evident que qualsevol estratègia de conservació d'espècies requereix la conservació dels hàbitats on aquestes espècies desenvolupen el cicle vital.
El concepte d'hàbitat és un concepte ecològic i es pot definir com "l'ambient que permet el desenvolupament de certes poblacions d'éssers vius". Està format tant per elements físics com per elements biològics.

## A Catalunya
A Catalunya s'han identificat més de 600 tipus d'hàbitats, naturals, seminaturals i artificialitzats. Aquests hàbitats estan identificats i descrits a la Cartografia dels hàbitats a Catalunya, elaborada per la Universitat de Barcelona entre 1998 i 2006, i pel Centre d'Estudis Avançats de Blanes (CEAB-CSIC) pel que fa als hàbitats litorals, aporta informació basada en la interpretació i l'adaptació al territori català de la classificació d'hàbitats de la Unió Europea del CORINE Biotopes Manual. Permet la representació cartogràfica a escala 1:50.000 de més de 600 unitats diferents. El 2007 se’n va iniciar la segona edició, més precisa planimètricament, i més informativa, que permet visualitzar els canvis que s'han anat produint